# ブリストル郡 (マサチューセッツ州)
ブリストル郡（英: Bristol County）は、アメリカ合衆国マサチューセッツ州の南東部に位置する郡である。ロードアイランド州に接している。人口は57万9200人（2020年）。郡庁所在地はトーントンであり、同郡で人口最大の都市はニューベッドフォードである。郡政府の機能は州政府が行うもの、郡政府、あるいは町や市が行うものがある。土地所有権登記記録はトーントン、アトルボロ、フォールリバー、ニューベッドフォードで保管されている。郡政府の事務所はトーントンのトーントングリーンにある上級裁判所に位置している。
ブリストル郡の東はプリマス郡、北はノーフォーク郡、西はロードアイランド州で同名のブリストル郡とニューポート郡、プロビデンス郡、南はバザーズ湾を隔ててデュークス郡と接している。

## 歴史
ブリストル郡は1685年6月2日にプリマス植民地の中に設立され、シャイアタウン（郡庁所在地）ブリストル（現在はロードアイランド州）から郡名が付けられた。は1691年にマサチューセッツ湾植民地と合併した。
1746年、長く続いていたマサチューセッツ湾植民地とロードアイランド植民地の境界紛争の結果、ブリストル、バーリントン、ウォーレンの町がロードアイランドのものとなり、ブリストル郡を形成した。これと同時にアトルボロからカンバーランドが分割されてロードアイランドのプロビデンス郡に移管され、ティバートンとリトルコンプトンの町は同じくロードアイランドのニューポート郡に移管された。翌1747年、イーストフリータウンをフリータウンが公式に買収し、マサチューセッツ側に残った。
ブリストルの町が移管された後は、トーントンが郡庁所在地になった。1828年には、成長しつつあったニューベッドフォードの町に2つめの郡庁舎が建設され、準郡庁所在地となった。1862年、シーコンクの一部と（現在はロードアイランド州イーストプロビデンス (ロードアイランド州)イーストプロビデンス）、イーストポータケットの全体がプロヴィデンス郡に移管された。これと同時にロードアイランド州から割譲された土地がフォールリバー市とウェストポート町に付加された。1877年には成長しつつあったフォールリバーの町が3つめの郡庁所在地になった。

## 郡政府と政治
ブリストル郡保安官事務所が、ダートマス町ノースダートマスにあるダートマス複合施設で、管理本部を維持し、幾つかの監獄施設を運営している。この監獄施設にはブリストル郡矯正所と監獄、ブリストル郡保安官事務所女性センター、C・カルロス・カレイロ移民拘置センターがある。保安官事務所はアッシュ通り監獄と地域留置所、ニューベッドフォードの少年補償代替拘置プログラムも運営している。
ブリストル郡矯正所と監獄には1,100人を収容する空間がある。刑期2.5年以下の刑法犯男性を収容している。また裁判前の男性容疑者、女性受刑者、裁判前の女性容疑者も高度警備で収容している。
中間警備監獄である女性センターは106人までの女性を収容できる。この自己完結型の女性センターは1990年に男性受刑者の釈放前低警備施設として開所されていた。しかし郡保安官が釈放前プログラムに厳しい条件を課したために、平均して60人の受刑者を収容しているだけだった。1999年、保安官はこれを女性センターに転換する認証を州から得て、釈放前プログラムは主監獄のモジュールユニットに移した。
C・カルロス・カレイロ移民拘置センターは、国外退去が予定されている者、および移民税関捜査局との手続きを行っている者を拘置している。アッシュ通り監獄と地域留置所は200人以上の未決囚と幾らかの既決囚人労働者を収容している。少年補償代替拘置プログラムでは12人までの少年未決囚を収容している。

### 政治
| 年     | 民主党        | 共和党       |
| ------ | ------------- | ------------ |
| 2012年 | 59.2% 142,962 | 38.8% 93,752 |
| 2008年 | 60.4% 146,861 | 37.2% 90,531 |
| 2004年 | 63.5% 147,854 | 35.4% 82,524 |
| 2000年 | 64.5% 136,325 | 29.7% 62,848 |

| 民主党 | 129,735 | 37.32% |
| 共和党 | 35,469  | 10.20% |
| 無党派 | 180,285 | 51.86% |
| 少数党 | 2,121   | 0.61%  |
| 合計   | 347,610 | 100%   |

## 地理

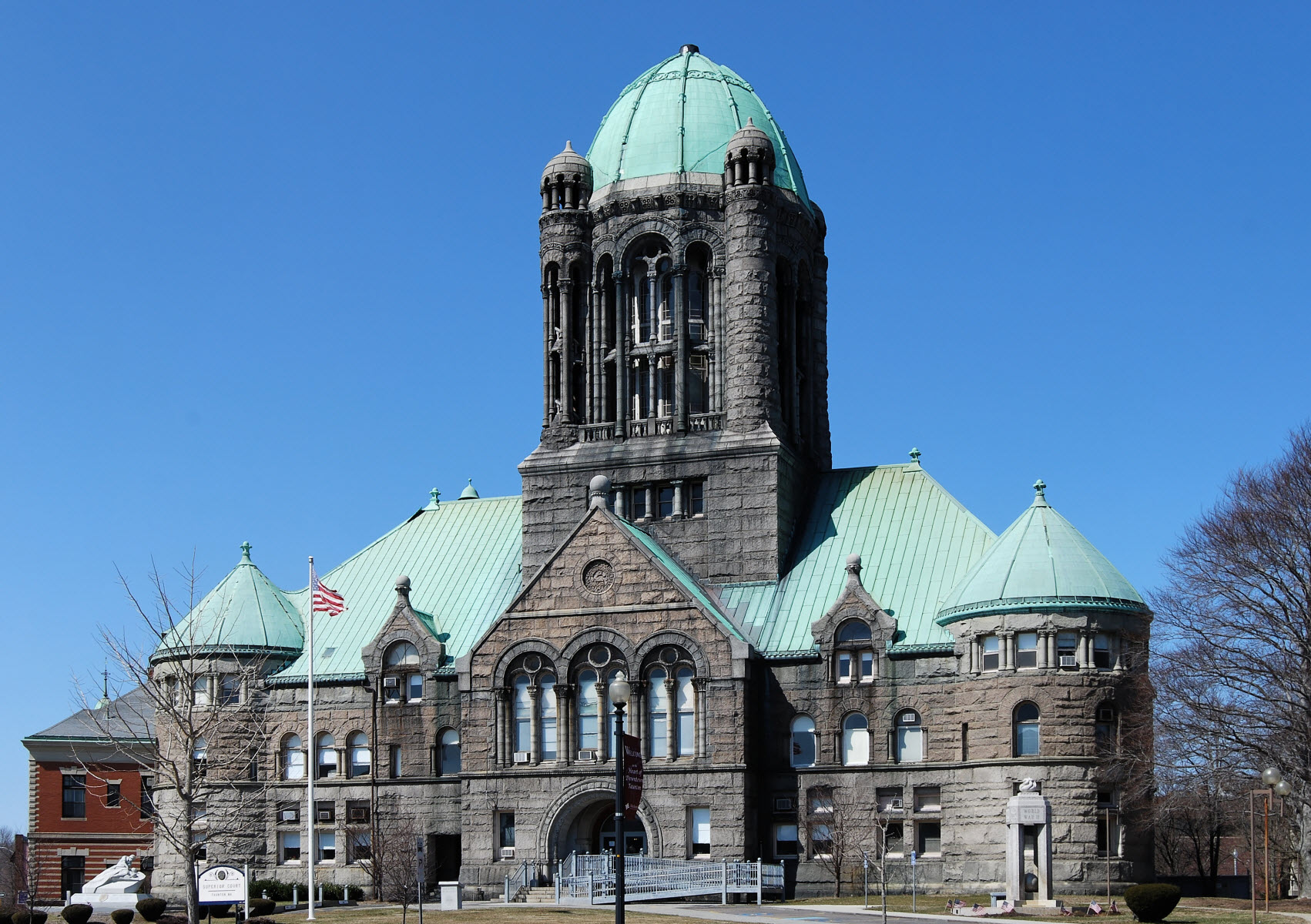
トーントン市にあるブリストル郡上級裁判所

アメリカ合衆国国勢調査局に拠れば、郡域全面積は691.19平方マイル (1,790.2 km2)であり、このうち陸地556.00平方マイル (1,440.0 km2)、水域は135.19平方マイル (350.1 km2)で水域率は19.56%である。郡内最高地点はノースアトルボロの第一次世界大戦記念公園にあるサンライズ・ヒルであり、標高は390フィート (120 m) である。ブリストル、プリマス、トーントンという地名は全て南西イングランドの地名である。これらの町はアメリカ大陸の発見時に航海と発見の中心になった。ジョン・カボットはブリストル港を出港し、対岸にウェールズのニューポートがあるセヴァーン川を下った。その後独自にアメリカ大陸を発見した。

### 交通
グレーター・アトルボロ・トーントン地域交通局などが地域バス便を運行している。南東地域交通局はフォールリバー市とニューベッドフォード市を担当している。
郡内の空港としては、マンスフィールド市民空港、マイリックス空港、ニューベッドフォード市民空港、トーントン市民空港がある。ニューベッドフォード市民空港が商業空港であり、ケープ・コッド、ナンタケット、マーサズ・ヴィニヤードに定期便を飛ばしている。
MBTA通勤鉄道のプロビデンス・ストートン線では、マンスフィールド、アトルボロ、サウスアトルボロに停車駅がある。この線はプロビデンスとボストンを結んでいる。T・F・グリーン空港に接続する延伸部が完成した。

### 隣接する郡
- ノーフォーク郡 - 北
- プリマス郡 - 東
- ニューポート郡 - 南西
- ブリストル郡 (ロードアイランド州) - 西
- プロヴィデンス郡 (ロードアイランド州) - 北西

ブリストル郡の南にはバザーズ湾を隔ててデュークス郡がある。
マサチューセッツ州ブリストル郡とロードアイランド州ブリストル郡というように、同名の郡が州境を挟んで存在する例はアメリカ合衆国内に11組ある。

### 国立保護地域
- ニューベッドフォード捕鯨国立歴史公園

## 人口動態
以下は2000年国勢調査による人口統計データである。
| 基礎データ - 人口: 534,678 人 - 世帯数: 205,411 世帯 - 家族数: 140,706 家族 - 人口密度: 371人/km2（962人/mi2） - 住居数: 216,918 軒 - 住居密度: 151軒/km2（390軒/mi2） 人種別人口構成（2008年時点） - 白人: 90.98% - アフリカン・アメリカン: 2.03% - ネイティブ・アメリカン: 0.24% - アジア人: 1.26% - 太平洋諸島系: 0.03% - その他の人種: 3.12% - 混血: 2.34% - ヒスパニック・ラテン系: 3.60% 先祖による構成 - ポルトガル系：29.7%（国内でもポルトガル系人口の比率が高い郡である） - アイルランド系：13.0% - フランス系：8.9% - イギリス系：8.2% - イタリア系：6.8% - フランス系カナダ人：6.4% 言語による構成 - 英語：79.1% - ポルトガル語：13.9% - スペイン語：2.9% - フランス語：1.6% | 年齢別人口構成 - 18歳未満: 24.6% - 18-24歳: 8.5% - 25-44歳: 30.5% - 45-64歳: 22.2% - 65歳以上: 14.1% - 年齢の中央値: 37歳 - 性比（女性100人あたり男性の人口） - 総人口: 92.4 - 18歳以上: 88.5 世帯と家族（対世帯数） - 18歳未満の子供がいる: 33.0% - 結婚・同居している夫婦: 51.6% - 未婚・離婚・死別女性が世帯主: 13.0% - 非家族世帯: 31.5% - 単身世帯: 26.5% - 65歳以上の老人1人暮らし: 11.0% - 平均構成人数 - 世帯: 2.54人 - 家族: 3.08人 収入と家計 - 収入の中央値 - 世帯: 43,496米ドル - 家族: 53,733米ドル - 性別 - 男性: 39,361米ドル - 女性: 27,516米ドル - 人口1人あたり収入: 20,978米ドル - 貧困線以下 - 対人口: 10.0% - 対家族数: 7.8% - 18歳未満: 13.0% - 65歳以上: 12.0% |

## 都市と町
行政上、村は市町に含まれる。
| - アクシュネット町 - アクシュネットセンター村 - アトルボロ市 - サウスアトルボロ村 - バークレイ町 - マイリックス村 - ダートマス町 - ブリスコーナー村 - ヒックスビル村 - スミスミルズ村 - パダナラム村 - ダイトン町 - ノースダイトン村 - イーストン町 - ノースイーストン村 - ファイブコーナーズ村 - サウスイーストン村 - フェアヘイブン町 - フォールリバー市 - フリントビレッジ村 - ボーウェンズビル村 - ハイランズ村 - フォールリバーステーション村 - スティープブルック村 - グローブビレッジ村 - フリータウン町 - アソネット村 - イーストフリータウン村 - マンスフィールド町 - マンスフィールドセンター村 - ニューベッドフォード市 - ノースアトルボロ町 - ノースアトルボロセンター村 - ノートン町 - ノートンセンター村 - レイナム町 - レイナムセンター村 - トレーシーコーナー村 - ノースレイナム村 - スコーベティ村 | - - プラットビル村 - ガシーポンド村 - プレザントフィールド村 - ランブルウッド村 - プレザントストリート村 - ティティカット村 - レホボス町 - フォーコーナーズ村 - ホーンバイン村 - キングマンズコーナー村 - ノースレホボス村 - ペックスコーナー村 - ペリーズコーナー村 - ペリービル村 - レホボスビレッジ村 - サウスレホボス村 - シーコンク町 - ノースシーコンク村 - サマセット町 - ポッターズビル村 - スワンシー町 - ホートンビル村 - オーシャングローブ村 - トーントン市 - 郡庁所在地 - イーストトーントン村 - ウェアビレッジ村 - ウィッテントンジャンクション村 - ブリタニア村 - ノーストーントン村 - オークランド村 - ウェストビル村 - ウェイズコーナー村 - ウィッテントン村 - ウェストポート町 - ノースウェストポート村 |